# Bheegi Raat
Bheegi Raat è un film del 1965 diretto da Kalidas.

## Trama
Neelima è una donna disperata, che cerca vendetta, distruggendo la vita dell'artista Anand e quella di suo padre Dwarkanath.

## Colonna sonora
1. Lata Mangeshkar – Dil Jo Na Keh Saka – 4:31
2. Mohammed Rafi – Jaane Wo Kaun Hai – 3:23
3. Mohammad Rafi – Mohabbat Se Dekha – 3:20
4. Mohammed Rafi – Dil Jo Na Keh Saka – 4:23
5. Suman Kalyanpur, Mohammed Rafi – Aise To Na Dekho Ki – 4:26
6. Asha Bhosle – Tu Jo Mera Nahin – 3:25